# 初診料
初診料（しょしんりょう）とは、日本の医療保険・診療報酬制度において、患者が保険医療機関で初めて医学的な診療行為を受ける際に請求される診察料のことである。

## 保険診療点数
初診料は、病院と診療所とで差が付けられ、診療所の点数が高くなっていたが、2006年の診療報酬改定で、診療所の点数を引き下げ病院の点数を引き上げるかたちで270点（2,700円）に統一された。
その後、中央社会保険医療協議会は2014年2月5日、初診料を120円上げ、2820円とする診療報酬の改定案を決めた。
消費税率が5％から8％に上がる2014年4月からの適用となっている。2019年10月からは消費税率が10％になったことから2880円となっている。

## 主な算定要件
初診料の主な算定要件は次の通りである（2010年改定時点）。
- 保険医療機関において初診を行った場合に算定する。
- 現在、ある傷病について診療継続中の患者について、新たに発生した他の傷病で初診を行った場合には、新たに発生した傷病について初診料は算定できない。
- ただし、同一保険医療機関において、同一日に他の傷病について、新たに別の診療科を初診として受診した場合は、2つ目の診療科に限り135点を算定できる。
- 患者が任意に診療を中止し、1か月以上経過した後、再び同一の保険医療機関において診療を受ける場合には、その診療が同一病名又は同一症状によるものであっても、その際の診療は、初診として取り扱う。

## 加算
原則として、以下の場合に初診料の基本点数288点に所定の点数が加算される（2020年改定時点）。

### 6歳未満乳幼児
75点を加算。ただし、以下の休日・深夜、小児科標榜の加算を算定する場合は算定しない。

### 休日・深夜
- 診療時間以外の時間（休日・深夜を除く）：85点（6歳未満は200点）を加算。
- 休日：250点（6歳未満は365点）を加算。
- 深夜（午後10時から午前6時まで）：480点（6歳未満は695点）を加算。

### 小児科標榜
小児科を標榜する保険医療機関が6歳未満の乳幼児に対して初診を行った場合は、上記の規定にかかわらず以下のように加算する。
- 夜間であって別に厚生労働大臣が定める時間：200点を加算。
- 休日：365点
- 深夜：695点

### 夜間・早朝等加算
2008年度改定で新設。施設基準（1週当たりの診療時間が30時間以上）を満たす診療所が、午後６時（土曜日は正午）から午前８時までの間か、休日又は深夜に、当該機関の診療時間内の時間において初診を行った場合に、50点を加算。ただし、休日・深夜、小児科標榜の加算を算定する場合を除く。

## 初診料に含まれる診療コスト
初診料には、以下の診療コストが包括されているとされる。
1. 診療にあたって、個別技術にて評価されないような基本的な診察や検査、処置等
  - 視診、触診、問診等の基本的な診察方法
  - 血圧測定、血圧比重測定、簡易循環機能検査等の簡単な検査
  - 点眼、点耳、100平方センチメートル未満の皮膚科軟膏処置等の簡単な処置　等
2. 診療にあたって、基本的な医療の提供に必要な人的、物的コスト
  - 上記に必要な従事者のための人件費
  - カルテ、基本的な診察用具等の設備
  - 保険医療機関の維持に係る光熱費
  - 保険医療機関の施設整備費　等